# Litwa na Letnich Igrzyskach Olimpijskich 1992
Litwę na Letnich Igrzyskach Olimpijskich 1992 reprezentowało 47 zawodników (36 mężczyzn i 11 kobiet).

## Zdobyte medale
| Medal | Zawodnik | Dyscyplina    | Konkurencja      |
| ----- | --- | ------------- | ---------------- |
|       | Romas Ubartas | Lekkoatletyka | Rzut dyskiem     |
|       | Romanas Brazdauskis Valdemaras Chomičius Darius Dimavičius Gintaras Einikis Sergėjus Jovaiša Artūras Karnišovas Gintaras Krapikas Rimas Kurtinaitis Šarūnas Marčiulionis Alvydas Pazdrazdis Arvydas Sabonis Arūnas Visockas | Koszykówka    | Turniej mężczyzn |

## Skład reprezentacji

### Boks
| Zawodnik                | Konkurencja                    | 1 runda                  | 2 runda            | Ćwierćfinał           | Półfinał         | Finał            |
| Zawodnik                | Konkurencja                    | Przeciwnik Wynik         | Przeciwnik Wynik   | Przeciwnik Wynik      | Przeciwnik Wynik | Przeciwnik Wynik |
| ----------------------- | ------------------------------ | ------------------------ | ------------------ | --------------------- | ---------------- | ---------------- |
| Vitalijus Karpačiauskas | Waga półśrednia (– 67 kg)      | Andriej Piestrajew W 9:4 | Pepe Reilly W 16:5 | Arkhom Chenglai L 6:9 | → Nie awansował  | → Nie awansował  |
| Leonidas Maleckis       | Waga lekkopółśrednia (– 71 kg) | Salim Kbary W 13:6       | Robin Reid L 3:10  | → Nie awansował       | → Nie awansował  | → Nie awansował  |
| Vidas Markevičius       | Waga ciężka (– 91 kg)          | Aleksiej Czudinow L 3:7  | → Nie awansował    | → Nie awansował       | → Nie awansował  | → Nie awansował  |
| Gytis Juškevičius       | Waga superciężka (+ 91 kg)     |                          | David Anyim W      | Richard Igbineghu L   | → Nie awansował  | → Nie awansował  |

### Judo
- Vladas Burba - kategoria do 95 kg (13. miejsce)

### Kajakarstwo
| Zawodnik      | Konkurencja | 1 runda | 1 runda       | Repasaże | Repasaże     | Półfinał | Półfinał      | Finał   | Finał |
| Zawodnik      | Konkurencja | Czas    | Poz.          | Czas     | Poz.         | Czas     | Poz.          | Czas    | Poz.  |
| ------------- | ----------- | ------- | ------------- | -------- | ------------ | -------- | ------------- | ------- | ----- |
| Artūras Vieta | K-1 500 m   | 1:41.96 | 3. (gr. IV) Q | 1:41.04  | 2. (gr. I) Q | 1:42.09  | 3. (gr. II) Q | 1:42.34 | 9.    |
| Artūras Vieta | K-1 1000 m  | 3:40.81 | 2. (gr. I) Q  |          |              | 3:37.54  | 4. (gr. II) Q | 3:46.92 | 9.    |

### Kolarstwo
Kolarstwo szosowe
| Zawodnik           | Konkurencja                    | Finał   | Finał |
| Zawodnik           | Konkurencja                    | Czas    | Poz.  |
| ------------------ | ------------------------------ | ------- | ----- |
| Saulius Šarkauskas | Wyścig na czas - indywidualnie | 4:35:56 | 23.   |
| Aiga Zagorska      | Wyścig na czas - indywidualnie | 2:05:03 | 14.   |
| Laima Zilporytė    | Wyścig na czas - indywidualnie | 2:05:03 | 18.   |
| Daiva Čepelienė    | Wyścig na czas - indywidualnie | 2:05:03 | 20.   |

Kolarstwo torowe
| Zawodnik      | Konkurencja         | Kwalifikacje | Kwalifikacje | 1 runda | 1 runda      | Repasaże | Repasaże    | Ćwierćfinał      | Ćwierćfinał      | Półfinał         | Półfinał         | Finał            | Finał            |
| Zawodnik      | Konkurencja         | Czas         | Poz.         | Czas    | Poz.         | Czas     | Poz.        | Czas             | Poz.             | Czas             | Poz.             | Czas             | Poz.             |
| ------------- | ------------------- | ------------ | ------------ | ------- | ------------ | -------- | ----------- | ---------------- | ---------------- | ---------------- | ---------------- | ---------------- | ---------------- |
| Rita Razmaitė | Sprint              | 12.058       | 8. Q         |         | 3. (gr. I) Q |          | 2. (gr. IV) | → Nie awansowała | → Nie awansowała | → Nie awansowała | → Nie awansowała | → Nie awansowała | → Nie awansowała |
| Aiga Zagorska | 3 km na dochodzenie | 3:52.450     | 13.          |         |              |          |             | → Nie awansowała | → Nie awansowała | → Nie awansowała | → Nie awansowała | → Nie awansowała | → Nie awansowała |

### Koszykówka
| Skład | Miejsce |
| --- | ------- |
| Romanas Brazdauskis Valdemaras Chomičius Darius Dimavičius Gintaras Einikis Sergėjus Jovaiša Artūras Karnišovas Gintaras Krapikas Rimas Kurtinaitis Šarūnas Marčiulionis Alvydas Pazdrazdis Arvydas Sabonis Arūnas Visockas |         |

| Drużyna   | Zwyc. | Por. | Pkt. | +   | -   |      |
| --------- | ----- | ---- | ---- | --- | --- | ---- |
| WNP       | 4     | 1    | 9    | 425 | 373 | +52  |
| Litwa     | 4     | 1    | 9    | 481 | 424 | +57  |
| Australia | 3     | 2    | 8    | 432 | 396 | +36  |
| Portoryko | 3     | 2    | 8    | 445 | 440 | +5   |
| Chiny     | 0     | 5    | 5    | 381 | 496 | -115 |

|           | Australia |        |        | Litwa  | Portoryko | Wenezuela |
| --------- | --------- | ------ | ------ | ------ | --------- | --------- |
| Australia |           | 88-66  | 63-85  | 87-98  | 116-76    | 78-71     |
| Chiny     | 66-88     |        | 84-100 | 75-112 | 68-100    | 88-96     |
| WNP       | 85-63     | 100-84 |        | 92-80  | 70-82     | 78-64     |
| Litwa     | 98-87     | 112-75 | 80-92  |        | 104-91    | 87-79     |
| Portoryko | 76-116    | 100-68 | 82-70  | 91-104 |           | 96-82     |
| Wenezuela | 71-78     | 96-88  | 64-78  | 79-87  | 82-96     |           |

Faza pucharowa
|  |                   |                   |              |           |    |                   |                   |           |                   |                   |                   |       |       |
|  | Ćwierćfinały      | Ćwierćfinały      | Ćwierćfinały |           |    | Półfinały         | Półfinały         | Półfinały |                   |                   | Finał             | Finał | Finał |
|  | Ćwierćfinały      | Ćwierćfinały      | Ćwierćfinały |           |    | Półfinały         | Półfinały         | Półfinały |                   |                   | Finał             | Finał | Finał |
|  |                   |                   |              |           |    |                   |                   |           |                   |                   |                   |       |       |
|  |                   |                   |              |           |    |                   |                   |           |                   |                   |                   |       |       |
|  | Stany Zjednoczone | Stany Zjednoczone | 115          |           |    |                   |                   |           |                   |                   |                   |       |       |
|  | Stany Zjednoczone | Stany Zjednoczone | 115          |           |    |                   |                   |           |                   |                   |                   |       |       |
|  | Portoryko         | Portoryko         | 77           |           |    |                   |                   |           |                   |                   |                   |       |       |
|  | Portoryko         | Portoryko         | 77           |           |    | Stany Zjednoczone | Stany Zjednoczone | 127       |                   |                   |                   |       |       |
|  |                   |                   |              |           |    | Stany Zjednoczone | Stany Zjednoczone | 127       |                   |                   |                   |       |       |
|  |                   |                   | Litwa        | Litwa     | 76 |                   |                   |           |                   |                   |                   |       |       |
|  | Litwa             | Litwa             | Litwa        | Litwa     | 76 | 114               |                   |           |                   |                   |                   |       |       |
|  | Litwa             | Litwa             |              |           |    |                   |                   |           |                   |                   |                   |       |       |
|  | Brazylia          | Brazylia          | 96           |           |    |                   |                   |           |                   |                   |                   |       |       |
|  | Brazylia          | Brazylia          | 96           |           |    | Stany Zjednoczone | Stany Zjednoczone | 117       |                   |                   |                   |       |       |
|  |                   |                   |              |           |    |                   |                   |           |                   |                   |                   |       |       |
|  |                   |                   | Chorwacja    | Chorwacja | 85 |                   |                   |           |                   |                   |                   |       |       |
|  | WNP               | WNP               | Chorwacja    | Chorwacja | 85 | 83                |                   |           |                   |                   |                   |       |       |
|  | WNP               | WNP               |              |           |    |                   |                   |           |                   |                   |                   |       |       |
|  | Niemcy            | Niemcy            | 76           |           |    |                   |                   |           |                   |                   |                   |       |       |
|  | Niemcy            | Niemcy            | 76           |           |    | WNP               | WNP               | 74        | Mecz o 3. miejsce | Mecz o 3. miejsce | Mecz o 3. miejsce |       |       |
|  |                   |                   |              |           |    | WNP               | WNP               | 74        | Mecz o 3. miejsce | Mecz o 3. miejsce | Mecz o 3. miejsce |       |       |
|  |                   |                   | Chorwacja    | Chorwacja | 75 |                   |                   |           |                   |                   |                   |       |       |
|  | Chorwacja         | Chorwacja         | Chorwacja    | Chorwacja | 75 | 98                |                   |           |                   |                   |                   |       |       |
|  | Chorwacja         | Chorwacja         |              |           |    |                   |                   | Litwa     | Litwa             | 82                |                   |       |       |
|  | Australia         | Australia         | 65           |           |    |                   |                   |           | Litwa             | 82                |                   |       |       |
|  | Australia         | Australia         | 65           |           |    |                   |                   | WNP       | WNP               | 78                |                   |       |       |
|  |                   |                   |              |           |    |                   |                   |           | WNP               | 78                |                   |       |       |

### Lekkoatletyka
| Zawodnik             | Konkurencja    | Kwal. | Kwal. | Finał            | Finał            |
| Zawodnik             | Konkurencja    | Wynik | Poz.  | Wynik            | Poz.             |
| -------------------- | -------------- | ----- | ----- | ---------------- | ---------------- |
| Viktoras Meškauskas  | Chód na 20 km  |       |       | 1:33:24          | 26.              |
| Romas Ubartas        | Rzut dyskiem   | 66.08 | 1. Q  | 65.12            |                  |
| Vaclavas Kidykas     | Rzut dyskiem   | 59.96 | 15.   | → Nie awansował  | → Nie awansował  |
| Benjaminas Viluckis  | Rzut młotem    | 70.54 | 20.   | → Nie awansował  | → Nie awansował  |
| Nijolė Medvedeva     | Skok w dal     | DSQ   | DSQ   | DSQ              | DSQ              |
| Nelė Savickytė       | Skok wzwyż     | 1.90  | 20.   | → Nie awansowała | → Nie awansowała |
| Teresė Nekrošaitė    | Rzut oszczepem | 58.28 | 18.   | → Nie awansowała | → Nie awansowała |
| Remigija Nazarovienė | Siedmiobój     |       |       | 6.142            | 14.              |

### Pięciobój nowoczesny
| Zawodnik                                                 | Konkurencja   | Szermierka | Szermierka | Pływanie | Pływanie | Strzelectwo | Strzelectwo | Bieg  | Bieg | Jazda konna | Jazda konna |        |      |
| Zawodnik                                                 | Konkurencja   | Pkt.       | Poz.       | Pkt.     | Poz.     | Pkt.        | Poz.        | Pkt.  | Poz. | Pkt.        | Poz.        | Pkt.   | Poz. |
| -------------------------------------------------------- | ------------- | ---------- | ---------- | -------- | -------- | ----------- | ----------- | ----- | ---- | ----------- | ----------- | ------ | ---- |
| Gintaras Staškevičius                                    | Indywidualnie | 745        | 45.        | 1,352    | 1.       | 1,060       | 24.         | 1,237 | 5.   | 840         | 47.         | 5,234  | 15.  |
| Vladimiras Močialovas                                    | Indywidualnie | 660        | 53.        | 1,204    | 42.      | 880         | 58.         | 1,231 | 6.   | 830         | 48.         | 4,805  | 51.  |
| Tomas Narkus                                             | Indywidualnie | 694        | 49.        | 1,224    | 36.      | 1,210       | 2.          | 1,153 | 19.  | DNF         | DNF         | 4,281  | 62.  |
| Gintaras Staškevičius Vladimiras Močialovas Tomas Narkus | Drużynowo     | 2,099      | 16.        | 3,780    | 2.       | 3,150       | 7.          | 3,621 | 1.   | 1,670       | 17.         | 14,320 | 15.  |

### Pływanie
| Zawodnik           | Konkurencje             | Kwal.   | Kwal.         | Finał B          | Finał B          | Finał            | Finał            | Miejsce |
| Zawodnik           | Konkurencje             | Wynik   | Poz.          | Wynik            | Poz.             | Wynik            | Poz.             | Miejsce |
| ------------------ | ----------------------- | ------- | ------------- | ---------------- | ---------------- | ---------------- | ---------------- | ------- |
| Raimundas Mažuolis | 50 m stylem dowolnym    | 22.77   | 2. (gr. VIII) | 22.77            | 2.               |                  |                  | 10.     |
| Raimundas Mažuolis | 100 m stylem dowolnym   | 50.17   | 2. (gr. IX)   | 50.13            | 2.               | 10.              |                  |         |
| Nerijus Beiga      | 100 m stylem klasycznym | 1:05.17 | 8. (gr. VIII) | → Nie awansował  | → Nie awansował  | → Nie awansował  | → Nie awansował  | 36.     |
| Nerijus Beiga      | 200 m stylem klasycznym | 2:21.65 | 8. (gr. VII)  | → Nie awansowali | → Nie awansowali | → Nie awansowali | → Nie awansowali | 31.     |

### Wioślarstwo
| Zawodnik                                            | Konkurencja          | 1 runda | 1 runda      | Repasaże | Repasaże     | Półfinał        | Półfinał        | Finał C         | Finał C         | Finał B         | Finał B         | Finał           | Finał           | Miejsce |
| Zawodnik                                            | Konkurencja          | Czas    | Poz.         | Czas     | Poz.         | Czas            | Poz.            | Czas            | Poz.            | Czas            | Poz.            | Czas            | Poz.            | Miejsce |
| --------------------------------------------------- | -------------------- | ------- | ------------ | -------- | ------------ | --------------- | --------------- | --------------- | --------------- | --------------- | --------------- | --------------- | --------------- | ------- |
| Ričardas Bukys Zigmas Gudauskas                     | Dwójka bez sternika  | 6:59.38 | 4. (gr. II)  | 7:01.82  | 4. (gr. I)   | → Nie awansował | → Nie awansował | → Nie awansował | → Nie awansował | → Nie awansował | → Nie awansował | → Nie awansował | → Nie awansował | 17.     |
| Juozas Bagdonas Einius Petkus Valdemaras Mačiulskis | Dwójka ze sternikiem | 7:04.41 | 2. (gr. III) | 7:14.10  | 2. (gr. III) | 7:03.89         | 4. (gr. II)     |                 |                 | 7:04.98         | 3.              |                 |                 | 9.      |
| Kristina Poplavskaja                                | Jedynka              | 8:06.31 | 4. (gr. II)  | 8:01.31  | 3.           | 8:05.15         | 6. (gr. II)     | 8:27.84         | 5.              | 11.             |                 |                 |                 |         |
| Violeta Lastakauskaitė Violeta Bernotaitė           | Dwójka bez sternika  | 8:04.77 | 4. (gr. III) | 7:52.47  | 1.           | 7:30.54         | 4. (gr. II)     | 7:29.24         | 4.              | 10.             |                 |                 |                 |         |

### Zapasy
| Zawodnik             | Konkurencja           | Grupa A Runda 1        | Grupa A Runda 2   | Grupa A Runda 3  | Grupa A Runda 4  | Grupa A Runda 5  | Runda finałowa   |
| Zawodnik             | Konkurencja           | Przeciwnik Wynik       | Przeciwnik Wynik  | Przeciwnik Wynik | Przeciwnik Wynik | Przeciwnik Wynik | Przeciwnik Wynik |
| -------------------- | --------------------- | ---------------------- | ----------------- | ---------------- | ---------------- | ---------------- | ---------------- |
| Remigijus Šukevičius | −57 kg styl klasyczny | Nikołaj Dimitrow L 2-4 | Dennis Hall L 1-3 | → Nie awansował  | → Nie awansował  | → Nie awansował  | → Nie awansował  |

### Żeglarstwo
| Zawodnik                              | Konkurencja | Wyścig | Wyścig | Wyścig | Wyścig | Wyścig | Wyścig | Wyścig | Punkty | Miejsce |
| Zawodnik                              | Konkurencja | 1      | 2      | 3      | 4      | 5      | 6      | 7      | Punkty | Miejsce |
| ------------------------------------- | ----------- | ------ | ------ | ------ | ------ | ------ | ------ | ------ | ------ | ------- |
| Raimondas Šiugždinis Valdas Balciunas | 470         | 20     | 26     | 27     | 30     | 34     | 15     | 22     | 216.0  | 32      |